# گروه کیرلوسکار
گروه کیرلوسکار (انگلیسی: Kirloskar Group) شرکت خوشه‌ای هندی است، که در زمینه تولید انواع پمپ، موتور، کمپرسور، چیلر و شیرهای صنعتی، ساخت‌وساز زیرساخت‌های شهری، پل‌ها، املاک و مستغلات، احداث خطوط لوله و مونتاژ خودرو فعالیت می‌نماید.
شرکت کیرلوسکار در سال ۱۸۸۸ راه‌اندازی شد و در حال حاضر محصولات خود را به ۷۰ کشور در اروپا، آسیا و آفریقا صادر می‌کند.
دفتر مرکزی این شرکت در شهر پونه، مهاراشترا، هند قرار دارد و سهام آن در بازار بورس بمبئی معامله می‌شود.